# Bruno Alexandre Rodrigues
Bruno Alexandre Rodrigues (* 6. Februar 1989 in Araçatuba) ist ein ehemaliger brasilianischer Fußballspieler.

## Karriere
Der gebürtige Brasilianer kam 2005 im Alter von 16 Jahren nach Japan. Er spielte von 2005 bis 2007 in der Schulmannschaft der Chiba Kokusai Highschool. 2008 unterschrieb er einen Vertrag beim japanischen Zweitligisten Ventforet Kofu. 2010 kehrte er nach Brasilien zurück. Hier spielte er bis 2012 für CE Lajeadense und SE Palmeiras B. 2013 wechselte er zum japanischen Zweitligisten Gainare Tottori.